# Os Quatro e Meia
Os Quatro e Meia è un gruppo musicale portoghese fondato nel 2013 a Coimbra e formato da João Rodrigues, Mário Ferreira, Pedro Figueiredo, Ricardo Almeida, Rui Marques e Tiago Nogueira.

## Storia
Os Quatro e Meia sono saliti alla ribalta nel 2013 dopo un'esibizione divenuta virale a un concerto universitario organizzato per la raccolta fondi per una scuola di ballo. Tutti i componenti svolgono altre professioni oltre a dedicarsi alla musica: Pedro, Ricardo e Tiago sono medici, Mário e Rui sono ingegneri informatici, e João è un insegnante di musica.
Dopo avere ottenuto un contratto discografico con la Sony Music, nel 2017 il gruppo ha pubblicato l'album di debutto Pontos nos is, che ha debuttato in vetta alla classifica settimanale portoghese. Fortunato è stato anche il secondo disco del 2020, O tempo vai esperar, anch'esso numero uno in classifica.
Os Quatro e Meia hanno preso parte al Festival da Canção 2022, rassegna musicale che ha selezionato il rappresentante portoghese all'Eurovision Song Contest svoltosi a Torino, classificandosi secondi con il brano Amanhã.

## Formazione
- João Rodrigues – violino, mandolino (dal 2013)
- Mário Ferreira – voce, fisarmonica (dal 2013)
- Pedro Figueiredo – percussioni (dal 2013)
- Ricardo Almeida – voce, chitarra (dal 2013)
- Rui Marques – contrabbasso (dal 2013)
- Tiago Nogueira – voce, chitarra (dal 2013)

## Discografia

### Album in studio
- 2017 – Pontos nos is
- 2020 – O tempo vai esperar

### Singoli
- 2016 – Já estou de regresso amor
- 2016 – P'ra frente é que é Lisboa
- 2016 – Não respondo por mim
- 2017 – Sentir o sol
- 2018 – O tempo vai esperar
- 2018 – Pontos nos is (feat. Miguel Araújo)
- 2018 – Bom rapaz (solo o con Carlão)
- 2018 – A terra gira
- 2019 – Minha mãe está sempre certa (feat. Tiago Nacarato)
- 2020 – Canção do metro
- 2021 – Sabes bem
- 2021 – Olá solidão
- 2022 – Amanhã